# Oberea densepunctipennis
Oberea densepunctipennis är en skalbaggsart som beskrevs av Stefan von Breuning 1962. Oberea densepunctipennis ingår i släktet Oberea och familjen långhorningar.
Artens utbredningsområde är Filippinerna. Inga underarter finns listade i Catalogue of Life.